# Таффса близнюки (шахи)
Близнюки́ Таффса — ідея утворення скахографічних близнюків у шаховій композиції в такий спосіб: початкова позиція зображує певне число, яке відповідає кількості ходів завдання цієї задачі, і кожна нова позиція утворюється шляхом перестановки фігур, в результаті чого утворюється на шахівниці зображення іншого числа, яке відповідає кількості ходів завдання новоутвореної задачі.

## Історія
Цей спосіб утворення близнюків запропонував американський шаховий композитор Ентоні Таффс (16.01.1916—04.02.2005), є ще його тема, яка має назву — тема Таффса.
У початковій позиції на шахівниці розставлені фігури так, що вони зображують певне число, що відповідає кількості ходів завдання цієї задачі. Наступний близнюк утворюється перестановкою фігури, або фігур, внаслідок чого на шахівниці утворюється зображення іншого числа, що відповідає новому завданню задачі. Наприклад, якщо на шахівниці в першому близнюку зображено цифру «5», то і задача має розв'язок у 5 ходів. Після утворення нового близнюка може виникнути зображення цифри «3», й нова задача дістає завдання з кількістю ходів — 3. Цей спосіб утворення близнюків дістав назву — близнюки Таффса.
На чотирьох наступних діаграмах показано в динаміці утворення близнюків Таффса від початкової позиції:
а) початкова позиція.
|   | a | b | c | d | e | f | g | h |   |
| 8 | d7 чорний король · e7 чорний пішак · f7 білий ферзь · c6 чорний пішак · g6 білий кінь · c5 чорний кінь · g5 чорний пішак · d4 чорний пішак · e4 білий кінь · f4 чорний кінь · c3 білий пішак · g3 чорна тура · c2 чорна тура · g2 чорний пішак · d1 біла тура · e1 білий король · f1 чорний слон | d7 чорний король · e7 чорний пішак · f7 білий ферзь · c6 чорний пішак · g6 білий кінь · c5 чорний кінь · g5 чорний пішак · d4 чорний пішак · e4 білий кінь · f4 чорний кінь · c3 білий пішак · g3 чорна тура · c2 чорна тура · g2 чорний пішак · d1 біла тура · e1 білий король · f1 чорний слон | d7 чорний король · e7 чорний пішак · f7 білий ферзь · c6 чорний пішак · g6 білий кінь · c5 чорний кінь · g5 чорний пішак · d4 чорний пішак · e4 білий кінь · f4 чорний кінь · c3 білий пішак · g3 чорна тура · c2 чорна тура · g2 чорний пішак · d1 біла тура · e1 білий король · f1 чорний слон | d7 чорний король · e7 чорний пішак · f7 білий ферзь · c6 чорний пішак · g6 білий кінь · c5 чорний кінь · g5 чорний пішак · d4 чорний пішак · e4 білий кінь · f4 чорний кінь · c3 білий пішак · g3 чорна тура · c2 чорна тура · g2 чорний пішак · d1 біла тура · e1 білий король · f1 чорний слон | d7 чорний король · e7 чорний пішак · f7 білий ферзь · c6 чорний пішак · g6 білий кінь · c5 чорний кінь · g5 чорний пішак · d4 чорний пішак · e4 білий кінь · f4 чорний кінь · c3 білий пішак · g3 чорна тура · c2 чорна тура · g2 чорний пішак · d1 біла тура · e1 білий король · f1 чорний слон | d7 чорний король · e7 чорний пішак · f7 білий ферзь · c6 чорний пішак · g6 білий кінь · c5 чорний кінь · g5 чорний пішак · d4 чорний пішак · e4 білий кінь · f4 чорний кінь · c3 білий пішак · g3 чорна тура · c2 чорна тура · g2 чорний пішак · d1 біла тура · e1 білий король · f1 чорний слон | d7 чорний король · e7 чорний пішак · f7 білий ферзь · c6 чорний пішак · g6 білий кінь · c5 чорний кінь · g5 чорний пішак · d4 чорний пішак · e4 білий кінь · f4 чорний кінь · c3 білий пішак · g3 чорна тура · c2 чорна тура · g2 чорний пішак · d1 біла тура · e1 білий король · f1 чорний слон | d7 чорний король · e7 чорний пішак · f7 білий ферзь · c6 чорний пішак · g6 білий кінь · c5 чорний кінь · g5 чорний пішак · d4 чорний пішак · e4 білий кінь · f4 чорний кінь · c3 білий пішак · g3 чорна тура · c2 чорна тура · g2 чорний пішак · d1 біла тура · e1 білий король · f1 чорний слон | 8 |
| 7 | d7 чорний король · e7 чорний пішак · f7 білий ферзь · c6 чорний пішак · g6 білий кінь · c5 чорний кінь · g5 чорний пішак · d4 чорний пішак · e4 білий кінь · f4 чорний кінь · c3 білий пішак · g3 чорна тура · c2 чорна тура · g2 чорний пішак · d1 біла тура · e1 білий король · f1 чорний слон | d7 чорний король · e7 чорний пішак · f7 білий ферзь · c6 чорний пішак · g6 білий кінь · c5 чорний кінь · g5 чорний пішак · d4 чорний пішак · e4 білий кінь · f4 чорний кінь · c3 білий пішак · g3 чорна тура · c2 чорна тура · g2 чорний пішак · d1 біла тура · e1 білий король · f1 чорний слон | d7 чорний король · e7 чорний пішак · f7 білий ферзь · c6 чорний пішак · g6 білий кінь · c5 чорний кінь · g5 чорний пішак · d4 чорний пішак · e4 білий кінь · f4 чорний кінь · c3 білий пішак · g3 чорна тура · c2 чорна тура · g2 чорний пішак · d1 біла тура · e1 білий король · f1 чорний слон | d7 чорний король · e7 чорний пішак · f7 білий ферзь · c6 чорний пішак · g6 білий кінь · c5 чорний кінь · g5 чорний пішак · d4 чорний пішак · e4 білий кінь · f4 чорний кінь · c3 білий пішак · g3 чорна тура · c2 чорна тура · g2 чорний пішак · d1 біла тура · e1 білий король · f1 чорний слон | d7 чорний король · e7 чорний пішак · f7 білий ферзь · c6 чорний пішак · g6 білий кінь · c5 чорний кінь · g5 чорний пішак · d4 чорний пішак · e4 білий кінь · f4 чорний кінь · c3 білий пішак · g3 чорна тура · c2 чорна тура · g2 чорний пішак · d1 біла тура · e1 білий король · f1 чорний слон | d7 чорний король · e7 чорний пішак · f7 білий ферзь · c6 чорний пішак · g6 білий кінь · c5 чорний кінь · g5 чорний пішак · d4 чорний пішак · e4 білий кінь · f4 чорний кінь · c3 білий пішак · g3 чорна тура · c2 чорна тура · g2 чорний пішак · d1 біла тура · e1 білий король · f1 чорний слон | d7 чорний король · e7 чорний пішак · f7 білий ферзь · c6 чорний пішак · g6 білий кінь · c5 чорний кінь · g5 чорний пішак · d4 чорний пішак · e4 білий кінь · f4 чорний кінь · c3 білий пішак · g3 чорна тура · c2 чорна тура · g2 чорний пішак · d1 біла тура · e1 білий король · f1 чорний слон | d7 чорний король · e7 чорний пішак · f7 білий ферзь · c6 чорний пішак · g6 білий кінь · c5 чорний кінь · g5 чорний пішак · d4 чорний пішак · e4 білий кінь · f4 чорний кінь · c3 білий пішак · g3 чорна тура · c2 чорна тура · g2 чорний пішак · d1 біла тура · e1 білий король · f1 чорний слон | 7 |
| 6 | d7 чорний король · e7 чорний пішак · f7 білий ферзь · c6 чорний пішак · g6 білий кінь · c5 чорний кінь · g5 чорний пішак · d4 чорний пішак · e4 білий кінь · f4 чорний кінь · c3 білий пішак · g3 чорна тура · c2 чорна тура · g2 чорний пішак · d1 біла тура · e1 білий король · f1 чорний слон | d7 чорний король · e7 чорний пішак · f7 білий ферзь · c6 чорний пішак · g6 білий кінь · c5 чорний кінь · g5 чорний пішак · d4 чорний пішак · e4 білий кінь · f4 чорний кінь · c3 білий пішак · g3 чорна тура · c2 чорна тура · g2 чорний пішак · d1 біла тура · e1 білий король · f1 чорний слон | d7 чорний король · e7 чорний пішак · f7 білий ферзь · c6 чорний пішак · g6 білий кінь · c5 чорний кінь · g5 чорний пішак · d4 чорний пішак · e4 білий кінь · f4 чорний кінь · c3 білий пішак · g3 чорна тура · c2 чорна тура · g2 чорний пішак · d1 біла тура · e1 білий король · f1 чорний слон | d7 чорний король · e7 чорний пішак · f7 білий ферзь · c6 чорний пішак · g6 білий кінь · c5 чорний кінь · g5 чорний пішак · d4 чорний пішак · e4 білий кінь · f4 чорний кінь · c3 білий пішак · g3 чорна тура · c2 чорна тура · g2 чорний пішак · d1 біла тура · e1 білий король · f1 чорний слон | d7 чорний король · e7 чорний пішак · f7 білий ферзь · c6 чорний пішак · g6 білий кінь · c5 чорний кінь · g5 чорний пішак · d4 чорний пішак · e4 білий кінь · f4 чорний кінь · c3 білий пішак · g3 чорна тура · c2 чорна тура · g2 чорний пішак · d1 біла тура · e1 білий король · f1 чорний слон | d7 чорний король · e7 чорний пішак · f7 білий ферзь · c6 чорний пішак · g6 білий кінь · c5 чорний кінь · g5 чорний пішак · d4 чорний пішак · e4 білий кінь · f4 чорний кінь · c3 білий пішак · g3 чорна тура · c2 чорна тура · g2 чорний пішак · d1 біла тура · e1 білий король · f1 чорний слон | d7 чорний король · e7 чорний пішак · f7 білий ферзь · c6 чорний пішак · g6 білий кінь · c5 чорний кінь · g5 чорний пішак · d4 чорний пішак · e4 білий кінь · f4 чорний кінь · c3 білий пішак · g3 чорна тура · c2 чорна тура · g2 чорний пішак · d1 біла тура · e1 білий король · f1 чорний слон | d7 чорний король · e7 чорний пішак · f7 білий ферзь · c6 чорний пішак · g6 білий кінь · c5 чорний кінь · g5 чорний пішак · d4 чорний пішак · e4 білий кінь · f4 чорний кінь · c3 білий пішак · g3 чорна тура · c2 чорна тура · g2 чорний пішак · d1 біла тура · e1 білий король · f1 чорний слон | 6 |
| 5 | d7 чорний король · e7 чорний пішак · f7 білий ферзь · c6 чорний пішак · g6 білий кінь · c5 чорний кінь · g5 чорний пішак · d4 чорний пішак · e4 білий кінь · f4 чорний кінь · c3 білий пішак · g3 чорна тура · c2 чорна тура · g2 чорний пішак · d1 біла тура · e1 білий король · f1 чорний слон | d7 чорний король · e7 чорний пішак · f7 білий ферзь · c6 чорний пішак · g6 білий кінь · c5 чорний кінь · g5 чорний пішак · d4 чорний пішак · e4 білий кінь · f4 чорний кінь · c3 білий пішак · g3 чорна тура · c2 чорна тура · g2 чорний пішак · d1 біла тура · e1 білий король · f1 чорний слон | d7 чорний король · e7 чорний пішак · f7 білий ферзь · c6 чорний пішак · g6 білий кінь · c5 чорний кінь · g5 чорний пішак · d4 чорний пішак · e4 білий кінь · f4 чорний кінь · c3 білий пішак · g3 чорна тура · c2 чорна тура · g2 чорний пішак · d1 біла тура · e1 білий король · f1 чорний слон | d7 чорний король · e7 чорний пішак · f7 білий ферзь · c6 чорний пішак · g6 білий кінь · c5 чорний кінь · g5 чорний пішак · d4 чорний пішак · e4 білий кінь · f4 чорний кінь · c3 білий пішак · g3 чорна тура · c2 чорна тура · g2 чорний пішак · d1 біла тура · e1 білий король · f1 чорний слон | d7 чорний король · e7 чорний пішак · f7 білий ферзь · c6 чорний пішак · g6 білий кінь · c5 чорний кінь · g5 чорний пішак · d4 чорний пішак · e4 білий кінь · f4 чорний кінь · c3 білий пішак · g3 чорна тура · c2 чорна тура · g2 чорний пішак · d1 біла тура · e1 білий король · f1 чорний слон | d7 чорний король · e7 чорний пішак · f7 білий ферзь · c6 чорний пішак · g6 білий кінь · c5 чорний кінь · g5 чорний пішак · d4 чорний пішак · e4 білий кінь · f4 чорний кінь · c3 білий пішак · g3 чорна тура · c2 чорна тура · g2 чорний пішак · d1 біла тура · e1 білий король · f1 чорний слон | d7 чорний король · e7 чорний пішак · f7 білий ферзь · c6 чорний пішак · g6 білий кінь · c5 чорний кінь · g5 чорний пішак · d4 чорний пішак · e4 білий кінь · f4 чорний кінь · c3 білий пішак · g3 чорна тура · c2 чорна тура · g2 чорний пішак · d1 біла тура · e1 білий король · f1 чорний слон | d7 чорний король · e7 чорний пішак · f7 білий ферзь · c6 чорний пішак · g6 білий кінь · c5 чорний кінь · g5 чорний пішак · d4 чорний пішак · e4 білий кінь · f4 чорний кінь · c3 білий пішак · g3 чорна тура · c2 чорна тура · g2 чорний пішак · d1 біла тура · e1 білий король · f1 чорний слон | 5 |
| 4 | d7 чорний король · e7 чорний пішак · f7 білий ферзь · c6 чорний пішак · g6 білий кінь · c5 чорний кінь · g5 чорний пішак · d4 чорний пішак · e4 білий кінь · f4 чорний кінь · c3 білий пішак · g3 чорна тура · c2 чорна тура · g2 чорний пішак · d1 біла тура · e1 білий король · f1 чорний слон | d7 чорний король · e7 чорний пішак · f7 білий ферзь · c6 чорний пішак · g6 білий кінь · c5 чорний кінь · g5 чорний пішак · d4 чорний пішак · e4 білий кінь · f4 чорний кінь · c3 білий пішак · g3 чорна тура · c2 чорна тура · g2 чорний пішак · d1 біла тура · e1 білий король · f1 чорний слон | d7 чорний король · e7 чорний пішак · f7 білий ферзь · c6 чорний пішак · g6 білий кінь · c5 чорний кінь · g5 чорний пішак · d4 чорний пішак · e4 білий кінь · f4 чорний кінь · c3 білий пішак · g3 чорна тура · c2 чорна тура · g2 чорний пішак · d1 біла тура · e1 білий король · f1 чорний слон | d7 чорний король · e7 чорний пішак · f7 білий ферзь · c6 чорний пішак · g6 білий кінь · c5 чорний кінь · g5 чорний пішак · d4 чорний пішак · e4 білий кінь · f4 чорний кінь · c3 білий пішак · g3 чорна тура · c2 чорна тура · g2 чорний пішак · d1 біла тура · e1 білий король · f1 чорний слон | d7 чорний король · e7 чорний пішак · f7 білий ферзь · c6 чорний пішак · g6 білий кінь · c5 чорний кінь · g5 чорний пішак · d4 чорний пішак · e4 білий кінь · f4 чорний кінь · c3 білий пішак · g3 чорна тура · c2 чорна тура · g2 чорний пішак · d1 біла тура · e1 білий король · f1 чорний слон | d7 чорний король · e7 чорний пішак · f7 білий ферзь · c6 чорний пішак · g6 білий кінь · c5 чорний кінь · g5 чорний пішак · d4 чорний пішак · e4 білий кінь · f4 чорний кінь · c3 білий пішак · g3 чорна тура · c2 чорна тура · g2 чорний пішак · d1 біла тура · e1 білий король · f1 чорний слон | d7 чорний король · e7 чорний пішак · f7 білий ферзь · c6 чорний пішак · g6 білий кінь · c5 чорний кінь · g5 чорний пішак · d4 чорний пішак · e4 білий кінь · f4 чорний кінь · c3 білий пішак · g3 чорна тура · c2 чорна тура · g2 чорний пішак · d1 біла тура · e1 білий король · f1 чорний слон | d7 чорний король · e7 чорний пішак · f7 білий ферзь · c6 чорний пішак · g6 білий кінь · c5 чорний кінь · g5 чорний пішак · d4 чорний пішак · e4 білий кінь · f4 чорний кінь · c3 білий пішак · g3 чорна тура · c2 чорна тура · g2 чорний пішак · d1 біла тура · e1 білий король · f1 чорний слон | 4 |
| 3 | d7 чорний король · e7 чорний пішак · f7 білий ферзь · c6 чорний пішак · g6 білий кінь · c5 чорний кінь · g5 чорний пішак · d4 чорний пішак · e4 білий кінь · f4 чорний кінь · c3 білий пішак · g3 чорна тура · c2 чорна тура · g2 чорний пішак · d1 біла тура · e1 білий король · f1 чорний слон | d7 чорний король · e7 чорний пішак · f7 білий ферзь · c6 чорний пішак · g6 білий кінь · c5 чорний кінь · g5 чорний пішак · d4 чорний пішак · e4 білий кінь · f4 чорний кінь · c3 білий пішак · g3 чорна тура · c2 чорна тура · g2 чорний пішак · d1 біла тура · e1 білий король · f1 чорний слон | d7 чорний король · e7 чорний пішак · f7 білий ферзь · c6 чорний пішак · g6 білий кінь · c5 чорний кінь · g5 чорний пішак · d4 чорний пішак · e4 білий кінь · f4 чорний кінь · c3 білий пішак · g3 чорна тура · c2 чорна тура · g2 чорний пішак · d1 біла тура · e1 білий король · f1 чорний слон | d7 чорний король · e7 чорний пішак · f7 білий ферзь · c6 чорний пішак · g6 білий кінь · c5 чорний кінь · g5 чорний пішак · d4 чорний пішак · e4 білий кінь · f4 чорний кінь · c3 білий пішак · g3 чорна тура · c2 чорна тура · g2 чорний пішак · d1 біла тура · e1 білий король · f1 чорний слон | d7 чорний король · e7 чорний пішак · f7 білий ферзь · c6 чорний пішак · g6 білий кінь · c5 чорний кінь · g5 чорний пішак · d4 чорний пішак · e4 білий кінь · f4 чорний кінь · c3 білий пішак · g3 чорна тура · c2 чорна тура · g2 чорний пішак · d1 біла тура · e1 білий король · f1 чорний слон | d7 чорний король · e7 чорний пішак · f7 білий ферзь · c6 чорний пішак · g6 білий кінь · c5 чорний кінь · g5 чорний пішак · d4 чорний пішак · e4 білий кінь · f4 чорний кінь · c3 білий пішак · g3 чорна тура · c2 чорна тура · g2 чорний пішак · d1 біла тура · e1 білий король · f1 чорний слон | d7 чорний король · e7 чорний пішак · f7 білий ферзь · c6 чорний пішак · g6 білий кінь · c5 чорний кінь · g5 чорний пішак · d4 чорний пішак · e4 білий кінь · f4 чорний кінь · c3 білий пішак · g3 чорна тура · c2 чорна тура · g2 чорний пішак · d1 біла тура · e1 білий король · f1 чорний слон | d7 чорний король · e7 чорний пішак · f7 білий ферзь · c6 чорний пішак · g6 білий кінь · c5 чорний кінь · g5 чорний пішак · d4 чорний пішак · e4 білий кінь · f4 чорний кінь · c3 білий пішак · g3 чорна тура · c2 чорна тура · g2 чорний пішак · d1 біла тура · e1 білий король · f1 чорний слон | 3 |
| 2 | d7 чорний король · e7 чорний пішак · f7 білий ферзь · c6 чорний пішак · g6 білий кінь · c5 чорний кінь · g5 чорний пішак · d4 чорний пішак · e4 білий кінь · f4 чорний кінь · c3 білий пішак · g3 чорна тура · c2 чорна тура · g2 чорний пішак · d1 біла тура · e1 білий король · f1 чорний слон | d7 чорний король · e7 чорний пішак · f7 білий ферзь · c6 чорний пішак · g6 білий кінь · c5 чорний кінь · g5 чорний пішак · d4 чорний пішак · e4 білий кінь · f4 чорний кінь · c3 білий пішак · g3 чорна тура · c2 чорна тура · g2 чорний пішак · d1 біла тура · e1 білий король · f1 чорний слон | d7 чорний король · e7 чорний пішак · f7 білий ферзь · c6 чорний пішак · g6 білий кінь · c5 чорний кінь · g5 чорний пішак · d4 чорний пішак · e4 білий кінь · f4 чорний кінь · c3 білий пішак · g3 чорна тура · c2 чорна тура · g2 чорний пішак · d1 біла тура · e1 білий король · f1 чорний слон | d7 чорний король · e7 чорний пішак · f7 білий ферзь · c6 чорний пішак · g6 білий кінь · c5 чорний кінь · g5 чорний пішак · d4 чорний пішак · e4 білий кінь · f4 чорний кінь · c3 білий пішак · g3 чорна тура · c2 чорна тура · g2 чорний пішак · d1 біла тура · e1 білий король · f1 чорний слон | d7 чорний король · e7 чорний пішак · f7 білий ферзь · c6 чорний пішак · g6 білий кінь · c5 чорний кінь · g5 чорний пішак · d4 чорний пішак · e4 білий кінь · f4 чорний кінь · c3 білий пішак · g3 чорна тура · c2 чорна тура · g2 чорний пішак · d1 біла тура · e1 білий король · f1 чорний слон | d7 чорний король · e7 чорний пішак · f7 білий ферзь · c6 чорний пішак · g6 білий кінь · c5 чорний кінь · g5 чорний пішак · d4 чорний пішак · e4 білий кінь · f4 чорний кінь · c3 білий пішак · g3 чорна тура · c2 чорна тура · g2 чорний пішак · d1 біла тура · e1 білий король · f1 чорний слон | d7 чорний король · e7 чорний пішак · f7 білий ферзь · c6 чорний пішак · g6 білий кінь · c5 чорний кінь · g5 чорний пішак · d4 чорний пішак · e4 білий кінь · f4 чорний кінь · c3 білий пішак · g3 чорна тура · c2 чорна тура · g2 чорний пішак · d1 біла тура · e1 білий король · f1 чорний слон | d7 чорний король · e7 чорний пішак · f7 білий ферзь · c6 чорний пішак · g6 білий кінь · c5 чорний кінь · g5 чорний пішак · d4 чорний пішак · e4 білий кінь · f4 чорний кінь · c3 білий пішак · g3 чорна тура · c2 чорна тура · g2 чорний пішак · d1 біла тура · e1 білий король · f1 чорний слон | 2 |
| 1 | d7 чорний король · e7 чорний пішак · f7 білий ферзь · c6 чорний пішак · g6 білий кінь · c5 чорний кінь · g5 чорний пішак · d4 чорний пішак · e4 білий кінь · f4 чорний кінь · c3 білий пішак · g3 чорна тура · c2 чорна тура · g2 чорний пішак · d1 біла тура · e1 білий король · f1 чорний слон | d7 чорний король · e7 чорний пішак · f7 білий ферзь · c6 чорний пішак · g6 білий кінь · c5 чорний кінь · g5 чорний пішак · d4 чорний пішак · e4 білий кінь · f4 чорний кінь · c3 білий пішак · g3 чорна тура · c2 чорна тура · g2 чорний пішак · d1 біла тура · e1 білий король · f1 чорний слон | d7 чорний король · e7 чорний пішак · f7 білий ферзь · c6 чорний пішак · g6 білий кінь · c5 чорний кінь · g5 чорний пішак · d4 чорний пішак · e4 білий кінь · f4 чорний кінь · c3 білий пішак · g3 чорна тура · c2 чорна тура · g2 чорний пішак · d1 біла тура · e1 білий король · f1 чорний слон | d7 чорний король · e7 чорний пішак · f7 білий ферзь · c6 чорний пішак · g6 білий кінь · c5 чорний кінь · g5 чорний пішак · d4 чорний пішак · e4 білий кінь · f4 чорний кінь · c3 білий пішак · g3 чорна тура · c2 чорна тура · g2 чорний пішак · d1 біла тура · e1 білий король · f1 чорний слон | d7 чорний король · e7 чорний пішак · f7 білий ферзь · c6 чорний пішак · g6 білий кінь · c5 чорний кінь · g5 чорний пішак · d4 чорний пішак · e4 білий кінь · f4 чорний кінь · c3 білий пішак · g3 чорна тура · c2 чорна тура · g2 чорний пішак · d1 біла тура · e1 білий король · f1 чорний слон | d7 чорний король · e7 чорний пішак · f7 білий ферзь · c6 чорний пішак · g6 білий кінь · c5 чорний кінь · g5 чорний пішак · d4 чорний пішак · e4 білий кінь · f4 чорний кінь · c3 білий пішак · g3 чорна тура · c2 чорна тура · g2 чорний пішак · d1 біла тура · e1 білий король · f1 чорний слон | d7 чорний король · e7 чорний пішак · f7 білий ферзь · c6 чорний пішак · g6 білий кінь · c5 чорний кінь · g5 чорний пішак · d4 чорний пішак · e4 білий кінь · f4 чорний кінь · c3 білий пішак · g3 чорна тура · c2 чорна тура · g2 чорний пішак · d1 біла тура · e1 білий король · f1 чорний слон | d7 чорний король · e7 чорний пішак · f7 білий ферзь · c6 чорний пішак · g6 білий кінь · c5 чорний кінь · g5 чорний пішак · d4 чорний пішак · e4 білий кінь · f4 чорний кінь · c3 білий пішак · g3 чорна тура · c2 чорна тура · g2 чорний пішак · d1 біла тура · e1 білий король · f1 чорний слон | 1 |
|   | a | b | c | d | e | f | g | h |   |

1. D:e7+ Kc8 2. Sd6+ Kb8 3. Dd8+ Ka7
4. Ta1+ Ta2  5. T:a2+ La6 6. Dc7+ Ka8
7. T:a6+ S:a6 8. Db7 #
На діаграмі зображено число «8» і відповідно завдання — мат у 8 ходів.

b) g5→c4 і нова позиція:
|   | a | b | c | d | e | f | g | h |   |
| 8 | d7 чорний король · e7 чорний пішак · f7 білий ферзь · c6 чорний пішак · g6 білий кінь · c5 чорний кінь · c4 чорний пішак · d4 чорний пішак · e4 білий кінь · f4 чорний кінь · c3 білий пішак · g3 чорна тура · c2 чорна тура · g2 чорний пішак · d1 біла тура · e1 білий король · f1 чорний слон | d7 чорний король · e7 чорний пішак · f7 білий ферзь · c6 чорний пішак · g6 білий кінь · c5 чорний кінь · c4 чорний пішак · d4 чорний пішак · e4 білий кінь · f4 чорний кінь · c3 білий пішак · g3 чорна тура · c2 чорна тура · g2 чорний пішак · d1 біла тура · e1 білий король · f1 чорний слон | d7 чорний король · e7 чорний пішак · f7 білий ферзь · c6 чорний пішак · g6 білий кінь · c5 чорний кінь · c4 чорний пішак · d4 чорний пішак · e4 білий кінь · f4 чорний кінь · c3 білий пішак · g3 чорна тура · c2 чорна тура · g2 чорний пішак · d1 біла тура · e1 білий король · f1 чорний слон | d7 чорний король · e7 чорний пішак · f7 білий ферзь · c6 чорний пішак · g6 білий кінь · c5 чорний кінь · c4 чорний пішак · d4 чорний пішак · e4 білий кінь · f4 чорний кінь · c3 білий пішак · g3 чорна тура · c2 чорна тура · g2 чорний пішак · d1 біла тура · e1 білий король · f1 чорний слон | d7 чорний король · e7 чорний пішак · f7 білий ферзь · c6 чорний пішак · g6 білий кінь · c5 чорний кінь · c4 чорний пішак · d4 чорний пішак · e4 білий кінь · f4 чорний кінь · c3 білий пішак · g3 чорна тура · c2 чорна тура · g2 чорний пішак · d1 біла тура · e1 білий король · f1 чорний слон | d7 чорний король · e7 чорний пішак · f7 білий ферзь · c6 чорний пішак · g6 білий кінь · c5 чорний кінь · c4 чорний пішак · d4 чорний пішак · e4 білий кінь · f4 чорний кінь · c3 білий пішак · g3 чорна тура · c2 чорна тура · g2 чорний пішак · d1 біла тура · e1 білий король · f1 чорний слон | d7 чорний король · e7 чорний пішак · f7 білий ферзь · c6 чорний пішак · g6 білий кінь · c5 чорний кінь · c4 чорний пішак · d4 чорний пішак · e4 білий кінь · f4 чорний кінь · c3 білий пішак · g3 чорна тура · c2 чорна тура · g2 чорний пішак · d1 біла тура · e1 білий король · f1 чорний слон | d7 чорний король · e7 чорний пішак · f7 білий ферзь · c6 чорний пішак · g6 білий кінь · c5 чорний кінь · c4 чорний пішак · d4 чорний пішак · e4 білий кінь · f4 чорний кінь · c3 білий пішак · g3 чорна тура · c2 чорна тура · g2 чорний пішак · d1 біла тура · e1 білий король · f1 чорний слон | 8 |
| 7 | d7 чорний король · e7 чорний пішак · f7 білий ферзь · c6 чорний пішак · g6 білий кінь · c5 чорний кінь · c4 чорний пішак · d4 чорний пішак · e4 білий кінь · f4 чорний кінь · c3 білий пішак · g3 чорна тура · c2 чорна тура · g2 чорний пішак · d1 біла тура · e1 білий король · f1 чорний слон | d7 чорний король · e7 чорний пішак · f7 білий ферзь · c6 чорний пішак · g6 білий кінь · c5 чорний кінь · c4 чорний пішак · d4 чорний пішак · e4 білий кінь · f4 чорний кінь · c3 білий пішак · g3 чорна тура · c2 чорна тура · g2 чорний пішак · d1 біла тура · e1 білий король · f1 чорний слон | d7 чорний король · e7 чорний пішак · f7 білий ферзь · c6 чорний пішак · g6 білий кінь · c5 чорний кінь · c4 чорний пішак · d4 чорний пішак · e4 білий кінь · f4 чорний кінь · c3 білий пішак · g3 чорна тура · c2 чорна тура · g2 чорний пішак · d1 біла тура · e1 білий король · f1 чорний слон | d7 чорний король · e7 чорний пішак · f7 білий ферзь · c6 чорний пішак · g6 білий кінь · c5 чорний кінь · c4 чорний пішак · d4 чорний пішак · e4 білий кінь · f4 чорний кінь · c3 білий пішак · g3 чорна тура · c2 чорна тура · g2 чорний пішак · d1 біла тура · e1 білий король · f1 чорний слон | d7 чорний король · e7 чорний пішак · f7 білий ферзь · c6 чорний пішак · g6 білий кінь · c5 чорний кінь · c4 чорний пішак · d4 чорний пішак · e4 білий кінь · f4 чорний кінь · c3 білий пішак · g3 чорна тура · c2 чорна тура · g2 чорний пішак · d1 біла тура · e1 білий король · f1 чорний слон | d7 чорний король · e7 чорний пішак · f7 білий ферзь · c6 чорний пішак · g6 білий кінь · c5 чорний кінь · c4 чорний пішак · d4 чорний пішак · e4 білий кінь · f4 чорний кінь · c3 білий пішак · g3 чорна тура · c2 чорна тура · g2 чорний пішак · d1 біла тура · e1 білий король · f1 чорний слон | d7 чорний король · e7 чорний пішак · f7 білий ферзь · c6 чорний пішак · g6 білий кінь · c5 чорний кінь · c4 чорний пішак · d4 чорний пішак · e4 білий кінь · f4 чорний кінь · c3 білий пішак · g3 чорна тура · c2 чорна тура · g2 чорний пішак · d1 біла тура · e1 білий король · f1 чорний слон | d7 чорний король · e7 чорний пішак · f7 білий ферзь · c6 чорний пішак · g6 білий кінь · c5 чорний кінь · c4 чорний пішак · d4 чорний пішак · e4 білий кінь · f4 чорний кінь · c3 білий пішак · g3 чорна тура · c2 чорна тура · g2 чорний пішак · d1 біла тура · e1 білий король · f1 чорний слон | 7 |
| 6 | d7 чорний король · e7 чорний пішак · f7 білий ферзь · c6 чорний пішак · g6 білий кінь · c5 чорний кінь · c4 чорний пішак · d4 чорний пішак · e4 білий кінь · f4 чорний кінь · c3 білий пішак · g3 чорна тура · c2 чорна тура · g2 чорний пішак · d1 біла тура · e1 білий король · f1 чорний слон | d7 чорний король · e7 чорний пішак · f7 білий ферзь · c6 чорний пішак · g6 білий кінь · c5 чорний кінь · c4 чорний пішак · d4 чорний пішак · e4 білий кінь · f4 чорний кінь · c3 білий пішак · g3 чорна тура · c2 чорна тура · g2 чорний пішак · d1 біла тура · e1 білий король · f1 чорний слон | d7 чорний король · e7 чорний пішак · f7 білий ферзь · c6 чорний пішак · g6 білий кінь · c5 чорний кінь · c4 чорний пішак · d4 чорний пішак · e4 білий кінь · f4 чорний кінь · c3 білий пішак · g3 чорна тура · c2 чорна тура · g2 чорний пішак · d1 біла тура · e1 білий король · f1 чорний слон | d7 чорний король · e7 чорний пішак · f7 білий ферзь · c6 чорний пішак · g6 білий кінь · c5 чорний кінь · c4 чорний пішак · d4 чорний пішак · e4 білий кінь · f4 чорний кінь · c3 білий пішак · g3 чорна тура · c2 чорна тура · g2 чорний пішак · d1 біла тура · e1 білий король · f1 чорний слон | d7 чорний король · e7 чорний пішак · f7 білий ферзь · c6 чорний пішак · g6 білий кінь · c5 чорний кінь · c4 чорний пішак · d4 чорний пішак · e4 білий кінь · f4 чорний кінь · c3 білий пішак · g3 чорна тура · c2 чорна тура · g2 чорний пішак · d1 біла тура · e1 білий король · f1 чорний слон | d7 чорний король · e7 чорний пішак · f7 білий ферзь · c6 чорний пішак · g6 білий кінь · c5 чорний кінь · c4 чорний пішак · d4 чорний пішак · e4 білий кінь · f4 чорний кінь · c3 білий пішак · g3 чорна тура · c2 чорна тура · g2 чорний пішак · d1 біла тура · e1 білий король · f1 чорний слон | d7 чорний король · e7 чорний пішак · f7 білий ферзь · c6 чорний пішак · g6 білий кінь · c5 чорний кінь · c4 чорний пішак · d4 чорний пішак · e4 білий кінь · f4 чорний кінь · c3 білий пішак · g3 чорна тура · c2 чорна тура · g2 чорний пішак · d1 біла тура · e1 білий король · f1 чорний слон | d7 чорний король · e7 чорний пішак · f7 білий ферзь · c6 чорний пішак · g6 білий кінь · c5 чорний кінь · c4 чорний пішак · d4 чорний пішак · e4 білий кінь · f4 чорний кінь · c3 білий пішак · g3 чорна тура · c2 чорна тура · g2 чорний пішак · d1 біла тура · e1 білий король · f1 чорний слон | 6 |
| 5 | d7 чорний король · e7 чорний пішак · f7 білий ферзь · c6 чорний пішак · g6 білий кінь · c5 чорний кінь · c4 чорний пішак · d4 чорний пішак · e4 білий кінь · f4 чорний кінь · c3 білий пішак · g3 чорна тура · c2 чорна тура · g2 чорний пішак · d1 біла тура · e1 білий король · f1 чорний слон | d7 чорний король · e7 чорний пішак · f7 білий ферзь · c6 чорний пішак · g6 білий кінь · c5 чорний кінь · c4 чорний пішак · d4 чорний пішак · e4 білий кінь · f4 чорний кінь · c3 білий пішак · g3 чорна тура · c2 чорна тура · g2 чорний пішак · d1 біла тура · e1 білий король · f1 чорний слон | d7 чорний король · e7 чорний пішак · f7 білий ферзь · c6 чорний пішак · g6 білий кінь · c5 чорний кінь · c4 чорний пішак · d4 чорний пішак · e4 білий кінь · f4 чорний кінь · c3 білий пішак · g3 чорна тура · c2 чорна тура · g2 чорний пішак · d1 біла тура · e1 білий король · f1 чорний слон | d7 чорний король · e7 чорний пішак · f7 білий ферзь · c6 чорний пішак · g6 білий кінь · c5 чорний кінь · c4 чорний пішак · d4 чорний пішак · e4 білий кінь · f4 чорний кінь · c3 білий пішак · g3 чорна тура · c2 чорна тура · g2 чорний пішак · d1 біла тура · e1 білий король · f1 чорний слон | d7 чорний король · e7 чорний пішак · f7 білий ферзь · c6 чорний пішак · g6 білий кінь · c5 чорний кінь · c4 чорний пішак · d4 чорний пішак · e4 білий кінь · f4 чорний кінь · c3 білий пішак · g3 чорна тура · c2 чорна тура · g2 чорний пішак · d1 біла тура · e1 білий король · f1 чорний слон | d7 чорний король · e7 чорний пішак · f7 білий ферзь · c6 чорний пішак · g6 білий кінь · c5 чорний кінь · c4 чорний пішак · d4 чорний пішак · e4 білий кінь · f4 чорний кінь · c3 білий пішак · g3 чорна тура · c2 чорна тура · g2 чорний пішак · d1 біла тура · e1 білий король · f1 чорний слон | d7 чорний король · e7 чорний пішак · f7 білий ферзь · c6 чорний пішак · g6 білий кінь · c5 чорний кінь · c4 чорний пішак · d4 чорний пішак · e4 білий кінь · f4 чорний кінь · c3 білий пішак · g3 чорна тура · c2 чорна тура · g2 чорний пішак · d1 біла тура · e1 білий король · f1 чорний слон | d7 чорний король · e7 чорний пішак · f7 білий ферзь · c6 чорний пішак · g6 білий кінь · c5 чорний кінь · c4 чорний пішак · d4 чорний пішак · e4 білий кінь · f4 чорний кінь · c3 білий пішак · g3 чорна тура · c2 чорна тура · g2 чорний пішак · d1 біла тура · e1 білий король · f1 чорний слон | 5 |
| 4 | d7 чорний король · e7 чорний пішак · f7 білий ферзь · c6 чорний пішак · g6 білий кінь · c5 чорний кінь · c4 чорний пішак · d4 чорний пішак · e4 білий кінь · f4 чорний кінь · c3 білий пішак · g3 чорна тура · c2 чорна тура · g2 чорний пішак · d1 біла тура · e1 білий король · f1 чорний слон | d7 чорний король · e7 чорний пішак · f7 білий ферзь · c6 чорний пішак · g6 білий кінь · c5 чорний кінь · c4 чорний пішак · d4 чорний пішак · e4 білий кінь · f4 чорний кінь · c3 білий пішак · g3 чорна тура · c2 чорна тура · g2 чорний пішак · d1 біла тура · e1 білий король · f1 чорний слон | d7 чорний король · e7 чорний пішак · f7 білий ферзь · c6 чорний пішак · g6 білий кінь · c5 чорний кінь · c4 чорний пішак · d4 чорний пішак · e4 білий кінь · f4 чорний кінь · c3 білий пішак · g3 чорна тура · c2 чорна тура · g2 чорний пішак · d1 біла тура · e1 білий король · f1 чорний слон | d7 чорний король · e7 чорний пішак · f7 білий ферзь · c6 чорний пішак · g6 білий кінь · c5 чорний кінь · c4 чорний пішак · d4 чорний пішак · e4 білий кінь · f4 чорний кінь · c3 білий пішак · g3 чорна тура · c2 чорна тура · g2 чорний пішак · d1 біла тура · e1 білий король · f1 чорний слон | d7 чорний король · e7 чорний пішак · f7 білий ферзь · c6 чорний пішак · g6 білий кінь · c5 чорний кінь · c4 чорний пішак · d4 чорний пішак · e4 білий кінь · f4 чорний кінь · c3 білий пішак · g3 чорна тура · c2 чорна тура · g2 чорний пішак · d1 біла тура · e1 білий король · f1 чорний слон | d7 чорний король · e7 чорний пішак · f7 білий ферзь · c6 чорний пішак · g6 білий кінь · c5 чорний кінь · c4 чорний пішак · d4 чорний пішак · e4 білий кінь · f4 чорний кінь · c3 білий пішак · g3 чорна тура · c2 чорна тура · g2 чорний пішак · d1 біла тура · e1 білий король · f1 чорний слон | d7 чорний король · e7 чорний пішак · f7 білий ферзь · c6 чорний пішак · g6 білий кінь · c5 чорний кінь · c4 чорний пішак · d4 чорний пішак · e4 білий кінь · f4 чорний кінь · c3 білий пішак · g3 чорна тура · c2 чорна тура · g2 чорний пішак · d1 біла тура · e1 білий король · f1 чорний слон | d7 чорний король · e7 чорний пішак · f7 білий ферзь · c6 чорний пішак · g6 білий кінь · c5 чорний кінь · c4 чорний пішак · d4 чорний пішак · e4 білий кінь · f4 чорний кінь · c3 білий пішак · g3 чорна тура · c2 чорна тура · g2 чорний пішак · d1 біла тура · e1 білий король · f1 чорний слон | 4 |
| 3 | d7 чорний король · e7 чорний пішак · f7 білий ферзь · c6 чорний пішак · g6 білий кінь · c5 чорний кінь · c4 чорний пішак · d4 чорний пішак · e4 білий кінь · f4 чорний кінь · c3 білий пішак · g3 чорна тура · c2 чорна тура · g2 чорний пішак · d1 біла тура · e1 білий король · f1 чорний слон | d7 чорний король · e7 чорний пішак · f7 білий ферзь · c6 чорний пішак · g6 білий кінь · c5 чорний кінь · c4 чорний пішак · d4 чорний пішак · e4 білий кінь · f4 чорний кінь · c3 білий пішак · g3 чорна тура · c2 чорна тура · g2 чорний пішак · d1 біла тура · e1 білий король · f1 чорний слон | d7 чорний король · e7 чорний пішак · f7 білий ферзь · c6 чорний пішак · g6 білий кінь · c5 чорний кінь · c4 чорний пішак · d4 чорний пішак · e4 білий кінь · f4 чорний кінь · c3 білий пішак · g3 чорна тура · c2 чорна тура · g2 чорний пішак · d1 біла тура · e1 білий король · f1 чорний слон | d7 чорний король · e7 чорний пішак · f7 білий ферзь · c6 чорний пішак · g6 білий кінь · c5 чорний кінь · c4 чорний пішак · d4 чорний пішак · e4 білий кінь · f4 чорний кінь · c3 білий пішак · g3 чорна тура · c2 чорна тура · g2 чорний пішак · d1 біла тура · e1 білий король · f1 чорний слон | d7 чорний король · e7 чорний пішак · f7 білий ферзь · c6 чорний пішак · g6 білий кінь · c5 чорний кінь · c4 чорний пішак · d4 чорний пішак · e4 білий кінь · f4 чорний кінь · c3 білий пішак · g3 чорна тура · c2 чорна тура · g2 чорний пішак · d1 біла тура · e1 білий король · f1 чорний слон | d7 чорний король · e7 чорний пішак · f7 білий ферзь · c6 чорний пішак · g6 білий кінь · c5 чорний кінь · c4 чорний пішак · d4 чорний пішак · e4 білий кінь · f4 чорний кінь · c3 білий пішак · g3 чорна тура · c2 чорна тура · g2 чорний пішак · d1 біла тура · e1 білий король · f1 чорний слон | d7 чорний король · e7 чорний пішак · f7 білий ферзь · c6 чорний пішак · g6 білий кінь · c5 чорний кінь · c4 чорний пішак · d4 чорний пішак · e4 білий кінь · f4 чорний кінь · c3 білий пішак · g3 чорна тура · c2 чорна тура · g2 чорний пішак · d1 біла тура · e1 білий король · f1 чорний слон | d7 чорний король · e7 чорний пішак · f7 білий ферзь · c6 чорний пішак · g6 білий кінь · c5 чорний кінь · c4 чорний пішак · d4 чорний пішак · e4 білий кінь · f4 чорний кінь · c3 білий пішак · g3 чорна тура · c2 чорна тура · g2 чорний пішак · d1 біла тура · e1 білий король · f1 чорний слон | 3 |
| 2 | d7 чорний король · e7 чорний пішак · f7 білий ферзь · c6 чорний пішак · g6 білий кінь · c5 чорний кінь · c4 чорний пішак · d4 чорний пішак · e4 білий кінь · f4 чорний кінь · c3 білий пішак · g3 чорна тура · c2 чорна тура · g2 чорний пішак · d1 біла тура · e1 білий король · f1 чорний слон | d7 чорний король · e7 чорний пішак · f7 білий ферзь · c6 чорний пішак · g6 білий кінь · c5 чорний кінь · c4 чорний пішак · d4 чорний пішак · e4 білий кінь · f4 чорний кінь · c3 білий пішак · g3 чорна тура · c2 чорна тура · g2 чорний пішак · d1 біла тура · e1 білий король · f1 чорний слон | d7 чорний король · e7 чорний пішак · f7 білий ферзь · c6 чорний пішак · g6 білий кінь · c5 чорний кінь · c4 чорний пішак · d4 чорний пішак · e4 білий кінь · f4 чорний кінь · c3 білий пішак · g3 чорна тура · c2 чорна тура · g2 чорний пішак · d1 біла тура · e1 білий король · f1 чорний слон | d7 чорний король · e7 чорний пішак · f7 білий ферзь · c6 чорний пішак · g6 білий кінь · c5 чорний кінь · c4 чорний пішак · d4 чорний пішак · e4 білий кінь · f4 чорний кінь · c3 білий пішак · g3 чорна тура · c2 чорна тура · g2 чорний пішак · d1 біла тура · e1 білий король · f1 чорний слон | d7 чорний король · e7 чорний пішак · f7 білий ферзь · c6 чорний пішак · g6 білий кінь · c5 чорний кінь · c4 чорний пішак · d4 чорний пішак · e4 білий кінь · f4 чорний кінь · c3 білий пішак · g3 чорна тура · c2 чорна тура · g2 чорний пішак · d1 біла тура · e1 білий король · f1 чорний слон | d7 чорний король · e7 чорний пішак · f7 білий ферзь · c6 чорний пішак · g6 білий кінь · c5 чорний кінь · c4 чорний пішак · d4 чорний пішак · e4 білий кінь · f4 чорний кінь · c3 білий пішак · g3 чорна тура · c2 чорна тура · g2 чорний пішак · d1 біла тура · e1 білий король · f1 чорний слон | d7 чорний король · e7 чорний пішак · f7 білий ферзь · c6 чорний пішак · g6 білий кінь · c5 чорний кінь · c4 чорний пішак · d4 чорний пішак · e4 білий кінь · f4 чорний кінь · c3 білий пішак · g3 чорна тура · c2 чорна тура · g2 чорний пішак · d1 біла тура · e1 білий король · f1 чорний слон | d7 чорний король · e7 чорний пішак · f7 білий ферзь · c6 чорний пішак · g6 білий кінь · c5 чорний кінь · c4 чорний пішак · d4 чорний пішак · e4 білий кінь · f4 чорний кінь · c3 білий пішак · g3 чорна тура · c2 чорна тура · g2 чорний пішак · d1 біла тура · e1 білий король · f1 чорний слон | 2 |
| 1 | d7 чорний король · e7 чорний пішак · f7 білий ферзь · c6 чорний пішак · g6 білий кінь · c5 чорний кінь · c4 чорний пішак · d4 чорний пішак · e4 білий кінь · f4 чорний кінь · c3 білий пішак · g3 чорна тура · c2 чорна тура · g2 чорний пішак · d1 біла тура · e1 білий король · f1 чорний слон | d7 чорний король · e7 чорний пішак · f7 білий ферзь · c6 чорний пішак · g6 білий кінь · c5 чорний кінь · c4 чорний пішак · d4 чорний пішак · e4 білий кінь · f4 чорний кінь · c3 білий пішак · g3 чорна тура · c2 чорна тура · g2 чорний пішак · d1 біла тура · e1 білий король · f1 чорний слон | d7 чорний король · e7 чорний пішак · f7 білий ферзь · c6 чорний пішак · g6 білий кінь · c5 чорний кінь · c4 чорний пішак · d4 чорний пішак · e4 білий кінь · f4 чорний кінь · c3 білий пішак · g3 чорна тура · c2 чорна тура · g2 чорний пішак · d1 біла тура · e1 білий король · f1 чорний слон | d7 чорний король · e7 чорний пішак · f7 білий ферзь · c6 чорний пішак · g6 білий кінь · c5 чорний кінь · c4 чорний пішак · d4 чорний пішак · e4 білий кінь · f4 чорний кінь · c3 білий пішак · g3 чорна тура · c2 чорна тура · g2 чорний пішак · d1 біла тура · e1 білий король · f1 чорний слон | d7 чорний король · e7 чорний пішак · f7 білий ферзь · c6 чорний пішак · g6 білий кінь · c5 чорний кінь · c4 чорний пішак · d4 чорний пішак · e4 білий кінь · f4 чорний кінь · c3 білий пішак · g3 чорна тура · c2 чорна тура · g2 чорний пішак · d1 біла тура · e1 білий король · f1 чорний слон | d7 чорний король · e7 чорний пішак · f7 білий ферзь · c6 чорний пішак · g6 білий кінь · c5 чорний кінь · c4 чорний пішак · d4 чорний пішак · e4 білий кінь · f4 чорний кінь · c3 білий пішак · g3 чорна тура · c2 чорна тура · g2 чорний пішак · d1 біла тура · e1 білий король · f1 чорний слон | d7 чорний король · e7 чорний пішак · f7 білий ферзь · c6 чорний пішак · g6 білий кінь · c5 чорний кінь · c4 чорний пішак · d4 чорний пішак · e4 білий кінь · f4 чорний кінь · c3 білий пішак · g3 чорна тура · c2 чорна тура · g2 чорний пішак · d1 біла тура · e1 білий король · f1 чорний слон | d7 чорний король · e7 чорний пішак · f7 білий ферзь · c6 чорний пішак · g6 білий кінь · c5 чорний кінь · c4 чорний пішак · d4 чорний пішак · e4 білий кінь · f4 чорний кінь · c3 білий пішак · g3 чорна тура · c2 чорна тура · g2 чорний пішак · d1 біла тура · e1 білий король · f1 чорний слон | 1 |
|   | a | b | c | d | e | f | g | h |   |

1. D:e7+ Kc8 2. Sd6+ Kb8 3. Tb1+ Tb2 
4. T:b2+ Ka8 5. Ta2+ Kb8 6. Da7 #
          5. ... Sa6 6. Db7 #
На діаграмі зображено число «6» і відповідно завдання — мат у 6 ходів.

c) c3→g4 і нова позиція:
|   | a | b | c | d | e | f | g | h |   |
| 8 | d7 чорний король · e7 чорний пішак · f7 білий ферзь · c6 чорний пішак · g6 білий кінь · c5 чорний кінь · g5 чорний пішак · d4 чорний пішак · e4 білий кінь · f4 чорний кінь · g4 білий пішак · g3 чорна тура · c2 чорна тура · g2 чорний пішак · d1 біла тура · e1 білий король · f1 чорний слон | d7 чорний король · e7 чорний пішак · f7 білий ферзь · c6 чорний пішак · g6 білий кінь · c5 чорний кінь · g5 чорний пішак · d4 чорний пішак · e4 білий кінь · f4 чорний кінь · g4 білий пішак · g3 чорна тура · c2 чорна тура · g2 чорний пішак · d1 біла тура · e1 білий король · f1 чорний слон | d7 чорний король · e7 чорний пішак · f7 білий ферзь · c6 чорний пішак · g6 білий кінь · c5 чорний кінь · g5 чорний пішак · d4 чорний пішак · e4 білий кінь · f4 чорний кінь · g4 білий пішак · g3 чорна тура · c2 чорна тура · g2 чорний пішак · d1 біла тура · e1 білий король · f1 чорний слон | d7 чорний король · e7 чорний пішак · f7 білий ферзь · c6 чорний пішак · g6 білий кінь · c5 чорний кінь · g5 чорний пішак · d4 чорний пішак · e4 білий кінь · f4 чорний кінь · g4 білий пішак · g3 чорна тура · c2 чорна тура · g2 чорний пішак · d1 біла тура · e1 білий король · f1 чорний слон | d7 чорний король · e7 чорний пішак · f7 білий ферзь · c6 чорний пішак · g6 білий кінь · c5 чорний кінь · g5 чорний пішак · d4 чорний пішак · e4 білий кінь · f4 чорний кінь · g4 білий пішак · g3 чорна тура · c2 чорна тура · g2 чорний пішак · d1 біла тура · e1 білий король · f1 чорний слон | d7 чорний король · e7 чорний пішак · f7 білий ферзь · c6 чорний пішак · g6 білий кінь · c5 чорний кінь · g5 чорний пішак · d4 чорний пішак · e4 білий кінь · f4 чорний кінь · g4 білий пішак · g3 чорна тура · c2 чорна тура · g2 чорний пішак · d1 біла тура · e1 білий король · f1 чорний слон | d7 чорний король · e7 чорний пішак · f7 білий ферзь · c6 чорний пішак · g6 білий кінь · c5 чорний кінь · g5 чорний пішак · d4 чорний пішак · e4 білий кінь · f4 чорний кінь · g4 білий пішак · g3 чорна тура · c2 чорна тура · g2 чорний пішак · d1 біла тура · e1 білий король · f1 чорний слон | d7 чорний король · e7 чорний пішак · f7 білий ферзь · c6 чорний пішак · g6 білий кінь · c5 чорний кінь · g5 чорний пішак · d4 чорний пішак · e4 білий кінь · f4 чорний кінь · g4 білий пішак · g3 чорна тура · c2 чорна тура · g2 чорний пішак · d1 біла тура · e1 білий король · f1 чорний слон | 8 |
| 7 | d7 чорний король · e7 чорний пішак · f7 білий ферзь · c6 чорний пішак · g6 білий кінь · c5 чорний кінь · g5 чорний пішак · d4 чорний пішак · e4 білий кінь · f4 чорний кінь · g4 білий пішак · g3 чорна тура · c2 чорна тура · g2 чорний пішак · d1 біла тура · e1 білий король · f1 чорний слон | d7 чорний король · e7 чорний пішак · f7 білий ферзь · c6 чорний пішак · g6 білий кінь · c5 чорний кінь · g5 чорний пішак · d4 чорний пішак · e4 білий кінь · f4 чорний кінь · g4 білий пішак · g3 чорна тура · c2 чорна тура · g2 чорний пішак · d1 біла тура · e1 білий король · f1 чорний слон | d7 чорний король · e7 чорний пішак · f7 білий ферзь · c6 чорний пішак · g6 білий кінь · c5 чорний кінь · g5 чорний пішак · d4 чорний пішак · e4 білий кінь · f4 чорний кінь · g4 білий пішак · g3 чорна тура · c2 чорна тура · g2 чорний пішак · d1 біла тура · e1 білий король · f1 чорний слон | d7 чорний король · e7 чорний пішак · f7 білий ферзь · c6 чорний пішак · g6 білий кінь · c5 чорний кінь · g5 чорний пішак · d4 чорний пішак · e4 білий кінь · f4 чорний кінь · g4 білий пішак · g3 чорна тура · c2 чорна тура · g2 чорний пішак · d1 біла тура · e1 білий король · f1 чорний слон | d7 чорний король · e7 чорний пішак · f7 білий ферзь · c6 чорний пішак · g6 білий кінь · c5 чорний кінь · g5 чорний пішак · d4 чорний пішак · e4 білий кінь · f4 чорний кінь · g4 білий пішак · g3 чорна тура · c2 чорна тура · g2 чорний пішак · d1 біла тура · e1 білий король · f1 чорний слон | d7 чорний король · e7 чорний пішак · f7 білий ферзь · c6 чорний пішак · g6 білий кінь · c5 чорний кінь · g5 чорний пішак · d4 чорний пішак · e4 білий кінь · f4 чорний кінь · g4 білий пішак · g3 чорна тура · c2 чорна тура · g2 чорний пішак · d1 біла тура · e1 білий король · f1 чорний слон | d7 чорний король · e7 чорний пішак · f7 білий ферзь · c6 чорний пішак · g6 білий кінь · c5 чорний кінь · g5 чорний пішак · d4 чорний пішак · e4 білий кінь · f4 чорний кінь · g4 білий пішак · g3 чорна тура · c2 чорна тура · g2 чорний пішак · d1 біла тура · e1 білий король · f1 чорний слон | d7 чорний король · e7 чорний пішак · f7 білий ферзь · c6 чорний пішак · g6 білий кінь · c5 чорний кінь · g5 чорний пішак · d4 чорний пішак · e4 білий кінь · f4 чорний кінь · g4 білий пішак · g3 чорна тура · c2 чорна тура · g2 чорний пішак · d1 біла тура · e1 білий король · f1 чорний слон | 7 |
| 6 | d7 чорний король · e7 чорний пішак · f7 білий ферзь · c6 чорний пішак · g6 білий кінь · c5 чорний кінь · g5 чорний пішак · d4 чорний пішак · e4 білий кінь · f4 чорний кінь · g4 білий пішак · g3 чорна тура · c2 чорна тура · g2 чорний пішак · d1 біла тура · e1 білий король · f1 чорний слон | d7 чорний король · e7 чорний пішак · f7 білий ферзь · c6 чорний пішак · g6 білий кінь · c5 чорний кінь · g5 чорний пішак · d4 чорний пішак · e4 білий кінь · f4 чорний кінь · g4 білий пішак · g3 чорна тура · c2 чорна тура · g2 чорний пішак · d1 біла тура · e1 білий король · f1 чорний слон | d7 чорний король · e7 чорний пішак · f7 білий ферзь · c6 чорний пішак · g6 білий кінь · c5 чорний кінь · g5 чорний пішак · d4 чорний пішак · e4 білий кінь · f4 чорний кінь · g4 білий пішак · g3 чорна тура · c2 чорна тура · g2 чорний пішак · d1 біла тура · e1 білий король · f1 чорний слон | d7 чорний король · e7 чорний пішак · f7 білий ферзь · c6 чорний пішак · g6 білий кінь · c5 чорний кінь · g5 чорний пішак · d4 чорний пішак · e4 білий кінь · f4 чорний кінь · g4 білий пішак · g3 чорна тура · c2 чорна тура · g2 чорний пішак · d1 біла тура · e1 білий король · f1 чорний слон | d7 чорний король · e7 чорний пішак · f7 білий ферзь · c6 чорний пішак · g6 білий кінь · c5 чорний кінь · g5 чорний пішак · d4 чорний пішак · e4 білий кінь · f4 чорний кінь · g4 білий пішак · g3 чорна тура · c2 чорна тура · g2 чорний пішак · d1 біла тура · e1 білий король · f1 чорний слон | d7 чорний король · e7 чорний пішак · f7 білий ферзь · c6 чорний пішак · g6 білий кінь · c5 чорний кінь · g5 чорний пішак · d4 чорний пішак · e4 білий кінь · f4 чорний кінь · g4 білий пішак · g3 чорна тура · c2 чорна тура · g2 чорний пішак · d1 біла тура · e1 білий король · f1 чорний слон | d7 чорний король · e7 чорний пішак · f7 білий ферзь · c6 чорний пішак · g6 білий кінь · c5 чорний кінь · g5 чорний пішак · d4 чорний пішак · e4 білий кінь · f4 чорний кінь · g4 білий пішак · g3 чорна тура · c2 чорна тура · g2 чорний пішак · d1 біла тура · e1 білий король · f1 чорний слон | d7 чорний король · e7 чорний пішак · f7 білий ферзь · c6 чорний пішак · g6 білий кінь · c5 чорний кінь · g5 чорний пішак · d4 чорний пішак · e4 білий кінь · f4 чорний кінь · g4 білий пішак · g3 чорна тура · c2 чорна тура · g2 чорний пішак · d1 біла тура · e1 білий король · f1 чорний слон | 6 |
| 5 | d7 чорний король · e7 чорний пішак · f7 білий ферзь · c6 чорний пішак · g6 білий кінь · c5 чорний кінь · g5 чорний пішак · d4 чорний пішак · e4 білий кінь · f4 чорний кінь · g4 білий пішак · g3 чорна тура · c2 чорна тура · g2 чорний пішак · d1 біла тура · e1 білий король · f1 чорний слон | d7 чорний король · e7 чорний пішак · f7 білий ферзь · c6 чорний пішак · g6 білий кінь · c5 чорний кінь · g5 чорний пішак · d4 чорний пішак · e4 білий кінь · f4 чорний кінь · g4 білий пішак · g3 чорна тура · c2 чорна тура · g2 чорний пішак · d1 біла тура · e1 білий король · f1 чорний слон | d7 чорний король · e7 чорний пішак · f7 білий ферзь · c6 чорний пішак · g6 білий кінь · c5 чорний кінь · g5 чорний пішак · d4 чорний пішак · e4 білий кінь · f4 чорний кінь · g4 білий пішак · g3 чорна тура · c2 чорна тура · g2 чорний пішак · d1 біла тура · e1 білий король · f1 чорний слон | d7 чорний король · e7 чорний пішак · f7 білий ферзь · c6 чорний пішак · g6 білий кінь · c5 чорний кінь · g5 чорний пішак · d4 чорний пішак · e4 білий кінь · f4 чорний кінь · g4 білий пішак · g3 чорна тура · c2 чорна тура · g2 чорний пішак · d1 біла тура · e1 білий король · f1 чорний слон | d7 чорний король · e7 чорний пішак · f7 білий ферзь · c6 чорний пішак · g6 білий кінь · c5 чорний кінь · g5 чорний пішак · d4 чорний пішак · e4 білий кінь · f4 чорний кінь · g4 білий пішак · g3 чорна тура · c2 чорна тура · g2 чорний пішак · d1 біла тура · e1 білий король · f1 чорний слон | d7 чорний король · e7 чорний пішак · f7 білий ферзь · c6 чорний пішак · g6 білий кінь · c5 чорний кінь · g5 чорний пішак · d4 чорний пішак · e4 білий кінь · f4 чорний кінь · g4 білий пішак · g3 чорна тура · c2 чорна тура · g2 чорний пішак · d1 біла тура · e1 білий король · f1 чорний слон | d7 чорний король · e7 чорний пішак · f7 білий ферзь · c6 чорний пішак · g6 білий кінь · c5 чорний кінь · g5 чорний пішак · d4 чорний пішак · e4 білий кінь · f4 чорний кінь · g4 білий пішак · g3 чорна тура · c2 чорна тура · g2 чорний пішак · d1 біла тура · e1 білий король · f1 чорний слон | d7 чорний король · e7 чорний пішак · f7 білий ферзь · c6 чорний пішак · g6 білий кінь · c5 чорний кінь · g5 чорний пішак · d4 чорний пішак · e4 білий кінь · f4 чорний кінь · g4 білий пішак · g3 чорна тура · c2 чорна тура · g2 чорний пішак · d1 біла тура · e1 білий король · f1 чорний слон | 5 |
| 4 | d7 чорний король · e7 чорний пішак · f7 білий ферзь · c6 чорний пішак · g6 білий кінь · c5 чорний кінь · g5 чорний пішак · d4 чорний пішак · e4 білий кінь · f4 чорний кінь · g4 білий пішак · g3 чорна тура · c2 чорна тура · g2 чорний пішак · d1 біла тура · e1 білий король · f1 чорний слон | d7 чорний король · e7 чорний пішак · f7 білий ферзь · c6 чорний пішак · g6 білий кінь · c5 чорний кінь · g5 чорний пішак · d4 чорний пішак · e4 білий кінь · f4 чорний кінь · g4 білий пішак · g3 чорна тура · c2 чорна тура · g2 чорний пішак · d1 біла тура · e1 білий король · f1 чорний слон | d7 чорний король · e7 чорний пішак · f7 білий ферзь · c6 чорний пішак · g6 білий кінь · c5 чорний кінь · g5 чорний пішак · d4 чорний пішак · e4 білий кінь · f4 чорний кінь · g4 білий пішак · g3 чорна тура · c2 чорна тура · g2 чорний пішак · d1 біла тура · e1 білий король · f1 чорний слон | d7 чорний король · e7 чорний пішак · f7 білий ферзь · c6 чорний пішак · g6 білий кінь · c5 чорний кінь · g5 чорний пішак · d4 чорний пішак · e4 білий кінь · f4 чорний кінь · g4 білий пішак · g3 чорна тура · c2 чорна тура · g2 чорний пішак · d1 біла тура · e1 білий король · f1 чорний слон | d7 чорний король · e7 чорний пішак · f7 білий ферзь · c6 чорний пішак · g6 білий кінь · c5 чорний кінь · g5 чорний пішак · d4 чорний пішак · e4 білий кінь · f4 чорний кінь · g4 білий пішак · g3 чорна тура · c2 чорна тура · g2 чорний пішак · d1 біла тура · e1 білий король · f1 чорний слон | d7 чорний король · e7 чорний пішак · f7 білий ферзь · c6 чорний пішак · g6 білий кінь · c5 чорний кінь · g5 чорний пішак · d4 чорний пішак · e4 білий кінь · f4 чорний кінь · g4 білий пішак · g3 чорна тура · c2 чорна тура · g2 чорний пішак · d1 біла тура · e1 білий король · f1 чорний слон | d7 чорний король · e7 чорний пішак · f7 білий ферзь · c6 чорний пішак · g6 білий кінь · c5 чорний кінь · g5 чорний пішак · d4 чорний пішак · e4 білий кінь · f4 чорний кінь · g4 білий пішак · g3 чорна тура · c2 чорна тура · g2 чорний пішак · d1 біла тура · e1 білий король · f1 чорний слон | d7 чорний король · e7 чорний пішак · f7 білий ферзь · c6 чорний пішак · g6 білий кінь · c5 чорний кінь · g5 чорний пішак · d4 чорний пішак · e4 білий кінь · f4 чорний кінь · g4 білий пішак · g3 чорна тура · c2 чорна тура · g2 чорний пішак · d1 біла тура · e1 білий король · f1 чорний слон | 4 |
| 3 | d7 чорний король · e7 чорний пішак · f7 білий ферзь · c6 чорний пішак · g6 білий кінь · c5 чорний кінь · g5 чорний пішак · d4 чорний пішак · e4 білий кінь · f4 чорний кінь · g4 білий пішак · g3 чорна тура · c2 чорна тура · g2 чорний пішак · d1 біла тура · e1 білий король · f1 чорний слон | d7 чорний король · e7 чорний пішак · f7 білий ферзь · c6 чорний пішак · g6 білий кінь · c5 чорний кінь · g5 чорний пішак · d4 чорний пішак · e4 білий кінь · f4 чорний кінь · g4 білий пішак · g3 чорна тура · c2 чорна тура · g2 чорний пішак · d1 біла тура · e1 білий король · f1 чорний слон | d7 чорний король · e7 чорний пішак · f7 білий ферзь · c6 чорний пішак · g6 білий кінь · c5 чорний кінь · g5 чорний пішак · d4 чорний пішак · e4 білий кінь · f4 чорний кінь · g4 білий пішак · g3 чорна тура · c2 чорна тура · g2 чорний пішак · d1 біла тура · e1 білий король · f1 чорний слон | d7 чорний король · e7 чорний пішак · f7 білий ферзь · c6 чорний пішак · g6 білий кінь · c5 чорний кінь · g5 чорний пішак · d4 чорний пішак · e4 білий кінь · f4 чорний кінь · g4 білий пішак · g3 чорна тура · c2 чорна тура · g2 чорний пішак · d1 біла тура · e1 білий король · f1 чорний слон | d7 чорний король · e7 чорний пішак · f7 білий ферзь · c6 чорний пішак · g6 білий кінь · c5 чорний кінь · g5 чорний пішак · d4 чорний пішак · e4 білий кінь · f4 чорний кінь · g4 білий пішак · g3 чорна тура · c2 чорна тура · g2 чорний пішак · d1 біла тура · e1 білий король · f1 чорний слон | d7 чорний король · e7 чорний пішак · f7 білий ферзь · c6 чорний пішак · g6 білий кінь · c5 чорний кінь · g5 чорний пішак · d4 чорний пішак · e4 білий кінь · f4 чорний кінь · g4 білий пішак · g3 чорна тура · c2 чорна тура · g2 чорний пішак · d1 біла тура · e1 білий король · f1 чорний слон | d7 чорний король · e7 чорний пішак · f7 білий ферзь · c6 чорний пішак · g6 білий кінь · c5 чорний кінь · g5 чорний пішак · d4 чорний пішак · e4 білий кінь · f4 чорний кінь · g4 білий пішак · g3 чорна тура · c2 чорна тура · g2 чорний пішак · d1 біла тура · e1 білий король · f1 чорний слон | d7 чорний король · e7 чорний пішак · f7 білий ферзь · c6 чорний пішак · g6 білий кінь · c5 чорний кінь · g5 чорний пішак · d4 чорний пішак · e4 білий кінь · f4 чорний кінь · g4 білий пішак · g3 чорна тура · c2 чорна тура · g2 чорний пішак · d1 біла тура · e1 білий король · f1 чорний слон | 3 |
| 2 | d7 чорний король · e7 чорний пішак · f7 білий ферзь · c6 чорний пішак · g6 білий кінь · c5 чорний кінь · g5 чорний пішак · d4 чорний пішак · e4 білий кінь · f4 чорний кінь · g4 білий пішак · g3 чорна тура · c2 чорна тура · g2 чорний пішак · d1 біла тура · e1 білий король · f1 чорний слон | d7 чорний король · e7 чорний пішак · f7 білий ферзь · c6 чорний пішак · g6 білий кінь · c5 чорний кінь · g5 чорний пішак · d4 чорний пішак · e4 білий кінь · f4 чорний кінь · g4 білий пішак · g3 чорна тура · c2 чорна тура · g2 чорний пішак · d1 біла тура · e1 білий король · f1 чорний слон | d7 чорний король · e7 чорний пішак · f7 білий ферзь · c6 чорний пішак · g6 білий кінь · c5 чорний кінь · g5 чорний пішак · d4 чорний пішак · e4 білий кінь · f4 чорний кінь · g4 білий пішак · g3 чорна тура · c2 чорна тура · g2 чорний пішак · d1 біла тура · e1 білий король · f1 чорний слон | d7 чорний король · e7 чорний пішак · f7 білий ферзь · c6 чорний пішак · g6 білий кінь · c5 чорний кінь · g5 чорний пішак · d4 чорний пішак · e4 білий кінь · f4 чорний кінь · g4 білий пішак · g3 чорна тура · c2 чорна тура · g2 чорний пішак · d1 біла тура · e1 білий король · f1 чорний слон | d7 чорний король · e7 чорний пішак · f7 білий ферзь · c6 чорний пішак · g6 білий кінь · c5 чорний кінь · g5 чорний пішак · d4 чорний пішак · e4 білий кінь · f4 чорний кінь · g4 білий пішак · g3 чорна тура · c2 чорна тура · g2 чорний пішак · d1 біла тура · e1 білий король · f1 чорний слон | d7 чорний король · e7 чорний пішак · f7 білий ферзь · c6 чорний пішак · g6 білий кінь · c5 чорний кінь · g5 чорний пішак · d4 чорний пішак · e4 білий кінь · f4 чорний кінь · g4 білий пішак · g3 чорна тура · c2 чорна тура · g2 чорний пішак · d1 біла тура · e1 білий король · f1 чорний слон | d7 чорний король · e7 чорний пішак · f7 білий ферзь · c6 чорний пішак · g6 білий кінь · c5 чорний кінь · g5 чорний пішак · d4 чорний пішак · e4 білий кінь · f4 чорний кінь · g4 білий пішак · g3 чорна тура · c2 чорна тура · g2 чорний пішак · d1 біла тура · e1 білий король · f1 чорний слон | d7 чорний король · e7 чорний пішак · f7 білий ферзь · c6 чорний пішак · g6 білий кінь · c5 чорний кінь · g5 чорний пішак · d4 чорний пішак · e4 білий кінь · f4 чорний кінь · g4 білий пішак · g3 чорна тура · c2 чорна тура · g2 чорний пішак · d1 біла тура · e1 білий король · f1 чорний слон | 2 |
| 1 | d7 чорний король · e7 чорний пішак · f7 білий ферзь · c6 чорний пішак · g6 білий кінь · c5 чорний кінь · g5 чорний пішак · d4 чорний пішак · e4 білий кінь · f4 чорний кінь · g4 білий пішак · g3 чорна тура · c2 чорна тура · g2 чорний пішак · d1 біла тура · e1 білий король · f1 чорний слон | d7 чорний король · e7 чорний пішак · f7 білий ферзь · c6 чорний пішак · g6 білий кінь · c5 чорний кінь · g5 чорний пішак · d4 чорний пішак · e4 білий кінь · f4 чорний кінь · g4 білий пішак · g3 чорна тура · c2 чорна тура · g2 чорний пішак · d1 біла тура · e1 білий король · f1 чорний слон | d7 чорний король · e7 чорний пішак · f7 білий ферзь · c6 чорний пішак · g6 білий кінь · c5 чорний кінь · g5 чорний пішак · d4 чорний пішак · e4 білий кінь · f4 чорний кінь · g4 білий пішак · g3 чорна тура · c2 чорна тура · g2 чорний пішак · d1 біла тура · e1 білий король · f1 чорний слон | d7 чорний король · e7 чорний пішак · f7 білий ферзь · c6 чорний пішак · g6 білий кінь · c5 чорний кінь · g5 чорний пішак · d4 чорний пішак · e4 білий кінь · f4 чорний кінь · g4 білий пішак · g3 чорна тура · c2 чорна тура · g2 чорний пішак · d1 біла тура · e1 білий король · f1 чорний слон | d7 чорний король · e7 чорний пішак · f7 білий ферзь · c6 чорний пішак · g6 білий кінь · c5 чорний кінь · g5 чорний пішак · d4 чорний пішак · e4 білий кінь · f4 чорний кінь · g4 білий пішак · g3 чорна тура · c2 чорна тура · g2 чорний пішак · d1 біла тура · e1 білий король · f1 чорний слон | d7 чорний король · e7 чорний пішак · f7 білий ферзь · c6 чорний пішак · g6 білий кінь · c5 чорний кінь · g5 чорний пішак · d4 чорний пішак · e4 білий кінь · f4 чорний кінь · g4 білий пішак · g3 чорна тура · c2 чорна тура · g2 чорний пішак · d1 біла тура · e1 білий король · f1 чорний слон | d7 чорний король · e7 чорний пішак · f7 білий ферзь · c6 чорний пішак · g6 білий кінь · c5 чорний кінь · g5 чорний пішак · d4 чорний пішак · e4 білий кінь · f4 чорний кінь · g4 білий пішак · g3 чорна тура · c2 чорна тура · g2 чорний пішак · d1 біла тура · e1 білий король · f1 чорний слон | d7 чорний король · e7 чорний пішак · f7 білий ферзь · c6 чорний пішак · g6 білий кінь · c5 чорний кінь · g5 чорний пішак · d4 чорний пішак · e4 білий кінь · f4 чорний кінь · g4 білий пішак · g3 чорна тура · c2 чорна тура · g2 чорний пішак · d1 біла тура · e1 білий король · f1 чорний слон | 1 |
|   | a | b | c | d | e | f | g | h |   |

1. D:e7+ Kc8 2. Sd6+  Kb8 3. Dd8+ Ka7
4. Ta1+ Ta2  5. T:a2+ Ta3 6. T:a3+ La6
7. Dc7+ Ka8  8. T:a6+ S:a6 9. Db7 #
На діаграмі зображено число «9» і відповідно завдання — мат у 9 ходів.

d) -c3, -c5 і нова позиція:
|   | a | b | c | d | e | f | g | h |   |
| 8 | d7 чорний король · e7 чорний пішак · f7 білий ферзь · c6 чорний пішак · g6 білий кінь · g5 чорний пішак · d4 чорний пішак · e4 білий кінь · f4 чорний кінь · g3 чорна тура · c2 чорна тура · g2 чорний пішак · d1 біла тура · e1 білий король · f1 чорний слон | d7 чорний король · e7 чорний пішак · f7 білий ферзь · c6 чорний пішак · g6 білий кінь · g5 чорний пішак · d4 чорний пішак · e4 білий кінь · f4 чорний кінь · g3 чорна тура · c2 чорна тура · g2 чорний пішак · d1 біла тура · e1 білий король · f1 чорний слон | d7 чорний король · e7 чорний пішак · f7 білий ферзь · c6 чорний пішак · g6 білий кінь · g5 чорний пішак · d4 чорний пішак · e4 білий кінь · f4 чорний кінь · g3 чорна тура · c2 чорна тура · g2 чорний пішак · d1 біла тура · e1 білий король · f1 чорний слон | d7 чорний король · e7 чорний пішак · f7 білий ферзь · c6 чорний пішак · g6 білий кінь · g5 чорний пішак · d4 чорний пішак · e4 білий кінь · f4 чорний кінь · g3 чорна тура · c2 чорна тура · g2 чорний пішак · d1 біла тура · e1 білий король · f1 чорний слон | d7 чорний король · e7 чорний пішак · f7 білий ферзь · c6 чорний пішак · g6 білий кінь · g5 чорний пішак · d4 чорний пішак · e4 білий кінь · f4 чорний кінь · g3 чорна тура · c2 чорна тура · g2 чорний пішак · d1 біла тура · e1 білий король · f1 чорний слон | d7 чорний король · e7 чорний пішак · f7 білий ферзь · c6 чорний пішак · g6 білий кінь · g5 чорний пішак · d4 чорний пішак · e4 білий кінь · f4 чорний кінь · g3 чорна тура · c2 чорна тура · g2 чорний пішак · d1 біла тура · e1 білий король · f1 чорний слон | d7 чорний король · e7 чорний пішак · f7 білий ферзь · c6 чорний пішак · g6 білий кінь · g5 чорний пішак · d4 чорний пішак · e4 білий кінь · f4 чорний кінь · g3 чорна тура · c2 чорна тура · g2 чорний пішак · d1 біла тура · e1 білий король · f1 чорний слон | d7 чорний король · e7 чорний пішак · f7 білий ферзь · c6 чорний пішак · g6 білий кінь · g5 чорний пішак · d4 чорний пішак · e4 білий кінь · f4 чорний кінь · g3 чорна тура · c2 чорна тура · g2 чорний пішак · d1 біла тура · e1 білий король · f1 чорний слон | 8 |
| 7 | d7 чорний король · e7 чорний пішак · f7 білий ферзь · c6 чорний пішак · g6 білий кінь · g5 чорний пішак · d4 чорний пішак · e4 білий кінь · f4 чорний кінь · g3 чорна тура · c2 чорна тура · g2 чорний пішак · d1 біла тура · e1 білий король · f1 чорний слон | d7 чорний король · e7 чорний пішак · f7 білий ферзь · c6 чорний пішак · g6 білий кінь · g5 чорний пішак · d4 чорний пішак · e4 білий кінь · f4 чорний кінь · g3 чорна тура · c2 чорна тура · g2 чорний пішак · d1 біла тура · e1 білий король · f1 чорний слон | d7 чорний король · e7 чорний пішак · f7 білий ферзь · c6 чорний пішак · g6 білий кінь · g5 чорний пішак · d4 чорний пішак · e4 білий кінь · f4 чорний кінь · g3 чорна тура · c2 чорна тура · g2 чорний пішак · d1 біла тура · e1 білий король · f1 чорний слон | d7 чорний король · e7 чорний пішак · f7 білий ферзь · c6 чорний пішак · g6 білий кінь · g5 чорний пішак · d4 чорний пішак · e4 білий кінь · f4 чорний кінь · g3 чорна тура · c2 чорна тура · g2 чорний пішак · d1 біла тура · e1 білий король · f1 чорний слон | d7 чорний король · e7 чорний пішак · f7 білий ферзь · c6 чорний пішак · g6 білий кінь · g5 чорний пішак · d4 чорний пішак · e4 білий кінь · f4 чорний кінь · g3 чорна тура · c2 чорна тура · g2 чорний пішак · d1 біла тура · e1 білий король · f1 чорний слон | d7 чорний король · e7 чорний пішак · f7 білий ферзь · c6 чорний пішак · g6 білий кінь · g5 чорний пішак · d4 чорний пішак · e4 білий кінь · f4 чорний кінь · g3 чорна тура · c2 чорна тура · g2 чорний пішак · d1 біла тура · e1 білий король · f1 чорний слон | d7 чорний король · e7 чорний пішак · f7 білий ферзь · c6 чорний пішак · g6 білий кінь · g5 чорний пішак · d4 чорний пішак · e4 білий кінь · f4 чорний кінь · g3 чорна тура · c2 чорна тура · g2 чорний пішак · d1 біла тура · e1 білий король · f1 чорний слон | d7 чорний король · e7 чорний пішак · f7 білий ферзь · c6 чорний пішак · g6 білий кінь · g5 чорний пішак · d4 чорний пішак · e4 білий кінь · f4 чорний кінь · g3 чорна тура · c2 чорна тура · g2 чорний пішак · d1 біла тура · e1 білий король · f1 чорний слон | 7 |
| 6 | d7 чорний король · e7 чорний пішак · f7 білий ферзь · c6 чорний пішак · g6 білий кінь · g5 чорний пішак · d4 чорний пішак · e4 білий кінь · f4 чорний кінь · g3 чорна тура · c2 чорна тура · g2 чорний пішак · d1 біла тура · e1 білий король · f1 чорний слон | d7 чорний король · e7 чорний пішак · f7 білий ферзь · c6 чорний пішак · g6 білий кінь · g5 чорний пішак · d4 чорний пішак · e4 білий кінь · f4 чорний кінь · g3 чорна тура · c2 чорна тура · g2 чорний пішак · d1 біла тура · e1 білий король · f1 чорний слон | d7 чорний король · e7 чорний пішак · f7 білий ферзь · c6 чорний пішак · g6 білий кінь · g5 чорний пішак · d4 чорний пішак · e4 білий кінь · f4 чорний кінь · g3 чорна тура · c2 чорна тура · g2 чорний пішак · d1 біла тура · e1 білий король · f1 чорний слон | d7 чорний король · e7 чорний пішак · f7 білий ферзь · c6 чорний пішак · g6 білий кінь · g5 чорний пішак · d4 чорний пішак · e4 білий кінь · f4 чорний кінь · g3 чорна тура · c2 чорна тура · g2 чорний пішак · d1 біла тура · e1 білий король · f1 чорний слон | d7 чорний король · e7 чорний пішак · f7 білий ферзь · c6 чорний пішак · g6 білий кінь · g5 чорний пішак · d4 чорний пішак · e4 білий кінь · f4 чорний кінь · g3 чорна тура · c2 чорна тура · g2 чорний пішак · d1 біла тура · e1 білий король · f1 чорний слон | d7 чорний король · e7 чорний пішак · f7 білий ферзь · c6 чорний пішак · g6 білий кінь · g5 чорний пішак · d4 чорний пішак · e4 білий кінь · f4 чорний кінь · g3 чорна тура · c2 чорна тура · g2 чорний пішак · d1 біла тура · e1 білий король · f1 чорний слон | d7 чорний король · e7 чорний пішак · f7 білий ферзь · c6 чорний пішак · g6 білий кінь · g5 чорний пішак · d4 чорний пішак · e4 білий кінь · f4 чорний кінь · g3 чорна тура · c2 чорна тура · g2 чорний пішак · d1 біла тура · e1 білий король · f1 чорний слон | d7 чорний король · e7 чорний пішак · f7 білий ферзь · c6 чорний пішак · g6 білий кінь · g5 чорний пішак · d4 чорний пішак · e4 білий кінь · f4 чорний кінь · g3 чорна тура · c2 чорна тура · g2 чорний пішак · d1 біла тура · e1 білий король · f1 чорний слон | 6 |
| 5 | d7 чорний король · e7 чорний пішак · f7 білий ферзь · c6 чорний пішак · g6 білий кінь · g5 чорний пішак · d4 чорний пішак · e4 білий кінь · f4 чорний кінь · g3 чорна тура · c2 чорна тура · g2 чорний пішак · d1 біла тура · e1 білий король · f1 чорний слон | d7 чорний король · e7 чорний пішак · f7 білий ферзь · c6 чорний пішак · g6 білий кінь · g5 чорний пішак · d4 чорний пішак · e4 білий кінь · f4 чорний кінь · g3 чорна тура · c2 чорна тура · g2 чорний пішак · d1 біла тура · e1 білий король · f1 чорний слон | d7 чорний король · e7 чорний пішак · f7 білий ферзь · c6 чорний пішак · g6 білий кінь · g5 чорний пішак · d4 чорний пішак · e4 білий кінь · f4 чорний кінь · g3 чорна тура · c2 чорна тура · g2 чорний пішак · d1 біла тура · e1 білий король · f1 чорний слон | d7 чорний король · e7 чорний пішак · f7 білий ферзь · c6 чорний пішак · g6 білий кінь · g5 чорний пішак · d4 чорний пішак · e4 білий кінь · f4 чорний кінь · g3 чорна тура · c2 чорна тура · g2 чорний пішак · d1 біла тура · e1 білий король · f1 чорний слон | d7 чорний король · e7 чорний пішак · f7 білий ферзь · c6 чорний пішак · g6 білий кінь · g5 чорний пішак · d4 чорний пішак · e4 білий кінь · f4 чорний кінь · g3 чорна тура · c2 чорна тура · g2 чорний пішак · d1 біла тура · e1 білий король · f1 чорний слон | d7 чорний король · e7 чорний пішак · f7 білий ферзь · c6 чорний пішак · g6 білий кінь · g5 чорний пішак · d4 чорний пішак · e4 білий кінь · f4 чорний кінь · g3 чорна тура · c2 чорна тура · g2 чорний пішак · d1 біла тура · e1 білий король · f1 чорний слон | d7 чорний король · e7 чорний пішак · f7 білий ферзь · c6 чорний пішак · g6 білий кінь · g5 чорний пішак · d4 чорний пішак · e4 білий кінь · f4 чорний кінь · g3 чорна тура · c2 чорна тура · g2 чорний пішак · d1 біла тура · e1 білий король · f1 чорний слон | d7 чорний король · e7 чорний пішак · f7 білий ферзь · c6 чорний пішак · g6 білий кінь · g5 чорний пішак · d4 чорний пішак · e4 білий кінь · f4 чорний кінь · g3 чорна тура · c2 чорна тура · g2 чорний пішак · d1 біла тура · e1 білий король · f1 чорний слон | 5 |
| 4 | d7 чорний король · e7 чорний пішак · f7 білий ферзь · c6 чорний пішак · g6 білий кінь · g5 чорний пішак · d4 чорний пішак · e4 білий кінь · f4 чорний кінь · g3 чорна тура · c2 чорна тура · g2 чорний пішак · d1 біла тура · e1 білий король · f1 чорний слон | d7 чорний король · e7 чорний пішак · f7 білий ферзь · c6 чорний пішак · g6 білий кінь · g5 чорний пішак · d4 чорний пішак · e4 білий кінь · f4 чорний кінь · g3 чорна тура · c2 чорна тура · g2 чорний пішак · d1 біла тура · e1 білий король · f1 чорний слон | d7 чорний король · e7 чорний пішак · f7 білий ферзь · c6 чорний пішак · g6 білий кінь · g5 чорний пішак · d4 чорний пішак · e4 білий кінь · f4 чорний кінь · g3 чорна тура · c2 чорна тура · g2 чорний пішак · d1 біла тура · e1 білий король · f1 чорний слон | d7 чорний король · e7 чорний пішак · f7 білий ферзь · c6 чорний пішак · g6 білий кінь · g5 чорний пішак · d4 чорний пішак · e4 білий кінь · f4 чорний кінь · g3 чорна тура · c2 чорна тура · g2 чорний пішак · d1 біла тура · e1 білий король · f1 чорний слон | d7 чорний король · e7 чорний пішак · f7 білий ферзь · c6 чорний пішак · g6 білий кінь · g5 чорний пішак · d4 чорний пішак · e4 білий кінь · f4 чорний кінь · g3 чорна тура · c2 чорна тура · g2 чорний пішак · d1 біла тура · e1 білий король · f1 чорний слон | d7 чорний король · e7 чорний пішак · f7 білий ферзь · c6 чорний пішак · g6 білий кінь · g5 чорний пішак · d4 чорний пішак · e4 білий кінь · f4 чорний кінь · g3 чорна тура · c2 чорна тура · g2 чорний пішак · d1 біла тура · e1 білий король · f1 чорний слон | d7 чорний король · e7 чорний пішак · f7 білий ферзь · c6 чорний пішак · g6 білий кінь · g5 чорний пішак · d4 чорний пішак · e4 білий кінь · f4 чорний кінь · g3 чорна тура · c2 чорна тура · g2 чорний пішак · d1 біла тура · e1 білий король · f1 чорний слон | d7 чорний король · e7 чорний пішак · f7 білий ферзь · c6 чорний пішак · g6 білий кінь · g5 чорний пішак · d4 чорний пішак · e4 білий кінь · f4 чорний кінь · g3 чорна тура · c2 чорна тура · g2 чорний пішак · d1 біла тура · e1 білий король · f1 чорний слон | 4 |
| 3 | d7 чорний король · e7 чорний пішак · f7 білий ферзь · c6 чорний пішак · g6 білий кінь · g5 чорний пішак · d4 чорний пішак · e4 білий кінь · f4 чорний кінь · g3 чорна тура · c2 чорна тура · g2 чорний пішак · d1 біла тура · e1 білий король · f1 чорний слон | d7 чорний король · e7 чорний пішак · f7 білий ферзь · c6 чорний пішак · g6 білий кінь · g5 чорний пішак · d4 чорний пішак · e4 білий кінь · f4 чорний кінь · g3 чорна тура · c2 чорна тура · g2 чорний пішак · d1 біла тура · e1 білий король · f1 чорний слон | d7 чорний король · e7 чорний пішак · f7 білий ферзь · c6 чорний пішак · g6 білий кінь · g5 чорний пішак · d4 чорний пішак · e4 білий кінь · f4 чорний кінь · g3 чорна тура · c2 чорна тура · g2 чорний пішак · d1 біла тура · e1 білий король · f1 чорний слон | d7 чорний король · e7 чорний пішак · f7 білий ферзь · c6 чорний пішак · g6 білий кінь · g5 чорний пішак · d4 чорний пішак · e4 білий кінь · f4 чорний кінь · g3 чорна тура · c2 чорна тура · g2 чорний пішак · d1 біла тура · e1 білий король · f1 чорний слон | d7 чорний король · e7 чорний пішак · f7 білий ферзь · c6 чорний пішак · g6 білий кінь · g5 чорний пішак · d4 чорний пішак · e4 білий кінь · f4 чорний кінь · g3 чорна тура · c2 чорна тура · g2 чорний пішак · d1 біла тура · e1 білий король · f1 чорний слон | d7 чорний король · e7 чорний пішак · f7 білий ферзь · c6 чорний пішак · g6 білий кінь · g5 чорний пішак · d4 чорний пішак · e4 білий кінь · f4 чорний кінь · g3 чорна тура · c2 чорна тура · g2 чорний пішак · d1 біла тура · e1 білий король · f1 чорний слон | d7 чорний король · e7 чорний пішак · f7 білий ферзь · c6 чорний пішак · g6 білий кінь · g5 чорний пішак · d4 чорний пішак · e4 білий кінь · f4 чорний кінь · g3 чорна тура · c2 чорна тура · g2 чорний пішак · d1 біла тура · e1 білий король · f1 чорний слон | d7 чорний король · e7 чорний пішак · f7 білий ферзь · c6 чорний пішак · g6 білий кінь · g5 чорний пішак · d4 чорний пішак · e4 білий кінь · f4 чорний кінь · g3 чорна тура · c2 чорна тура · g2 чорний пішак · d1 біла тура · e1 білий король · f1 чорний слон | 3 |
| 2 | d7 чорний король · e7 чорний пішак · f7 білий ферзь · c6 чорний пішак · g6 білий кінь · g5 чорний пішак · d4 чорний пішак · e4 білий кінь · f4 чорний кінь · g3 чорна тура · c2 чорна тура · g2 чорний пішак · d1 біла тура · e1 білий король · f1 чорний слон | d7 чорний король · e7 чорний пішак · f7 білий ферзь · c6 чорний пішак · g6 білий кінь · g5 чорний пішак · d4 чорний пішак · e4 білий кінь · f4 чорний кінь · g3 чорна тура · c2 чорна тура · g2 чорний пішак · d1 біла тура · e1 білий король · f1 чорний слон | d7 чорний король · e7 чорний пішак · f7 білий ферзь · c6 чорний пішак · g6 білий кінь · g5 чорний пішак · d4 чорний пішак · e4 білий кінь · f4 чорний кінь · g3 чорна тура · c2 чорна тура · g2 чорний пішак · d1 біла тура · e1 білий король · f1 чорний слон | d7 чорний король · e7 чорний пішак · f7 білий ферзь · c6 чорний пішак · g6 білий кінь · g5 чорний пішак · d4 чорний пішак · e4 білий кінь · f4 чорний кінь · g3 чорна тура · c2 чорна тура · g2 чорний пішак · d1 біла тура · e1 білий король · f1 чорний слон | d7 чорний король · e7 чорний пішак · f7 білий ферзь · c6 чорний пішак · g6 білий кінь · g5 чорний пішак · d4 чорний пішак · e4 білий кінь · f4 чорний кінь · g3 чорна тура · c2 чорна тура · g2 чорний пішак · d1 біла тура · e1 білий король · f1 чорний слон | d7 чорний король · e7 чорний пішак · f7 білий ферзь · c6 чорний пішак · g6 білий кінь · g5 чорний пішак · d4 чорний пішак · e4 білий кінь · f4 чорний кінь · g3 чорна тура · c2 чорна тура · g2 чорний пішак · d1 біла тура · e1 білий король · f1 чорний слон | d7 чорний король · e7 чорний пішак · f7 білий ферзь · c6 чорний пішак · g6 білий кінь · g5 чорний пішак · d4 чорний пішак · e4 білий кінь · f4 чорний кінь · g3 чорна тура · c2 чорна тура · g2 чорний пішак · d1 біла тура · e1 білий король · f1 чорний слон | d7 чорний король · e7 чорний пішак · f7 білий ферзь · c6 чорний пішак · g6 білий кінь · g5 чорний пішак · d4 чорний пішак · e4 білий кінь · f4 чорний кінь · g3 чорна тура · c2 чорна тура · g2 чорний пішак · d1 біла тура · e1 білий король · f1 чорний слон | 2 |
| 1 | d7 чорний король · e7 чорний пішак · f7 білий ферзь · c6 чорний пішак · g6 білий кінь · g5 чорний пішак · d4 чорний пішак · e4 білий кінь · f4 чорний кінь · g3 чорна тура · c2 чорна тура · g2 чорний пішак · d1 біла тура · e1 білий король · f1 чорний слон | d7 чорний король · e7 чорний пішак · f7 білий ферзь · c6 чорний пішак · g6 білий кінь · g5 чорний пішак · d4 чорний пішак · e4 білий кінь · f4 чорний кінь · g3 чорна тура · c2 чорна тура · g2 чорний пішак · d1 біла тура · e1 білий король · f1 чорний слон | d7 чорний король · e7 чорний пішак · f7 білий ферзь · c6 чорний пішак · g6 білий кінь · g5 чорний пішак · d4 чорний пішак · e4 білий кінь · f4 чорний кінь · g3 чорна тура · c2 чорна тура · g2 чорний пішак · d1 біла тура · e1 білий король · f1 чорний слон | d7 чорний король · e7 чорний пішак · f7 білий ферзь · c6 чорний пішак · g6 білий кінь · g5 чорний пішак · d4 чорний пішак · e4 білий кінь · f4 чорний кінь · g3 чорна тура · c2 чорна тура · g2 чорний пішак · d1 біла тура · e1 білий король · f1 чорний слон | d7 чорний король · e7 чорний пішак · f7 білий ферзь · c6 чорний пішак · g6 білий кінь · g5 чорний пішак · d4 чорний пішак · e4 білий кінь · f4 чорний кінь · g3 чорна тура · c2 чорна тура · g2 чорний пішак · d1 біла тура · e1 білий король · f1 чорний слон | d7 чорний король · e7 чорний пішак · f7 білий ферзь · c6 чорний пішак · g6 білий кінь · g5 чорний пішак · d4 чорний пішак · e4 білий кінь · f4 чорний кінь · g3 чорна тура · c2 чорна тура · g2 чорний пішак · d1 біла тура · e1 білий король · f1 чорний слон | d7 чорний король · e7 чорний пішак · f7 білий ферзь · c6 чорний пішак · g6 білий кінь · g5 чорний пішак · d4 чорний пішак · e4 білий кінь · f4 чорний кінь · g3 чорна тура · c2 чорна тура · g2 чорний пішак · d1 біла тура · e1 білий король · f1 чорний слон | d7 чорний король · e7 чорний пішак · f7 білий ферзь · c6 чорний пішак · g6 білий кінь · g5 чорний пішак · d4 чорний пішак · e4 білий кінь · f4 чорний кінь · g3 чорна тура · c2 чорна тура · g2 чорний пішак · d1 біла тура · e1 білий король · f1 чорний слон | 1 |
|   | a | b | c | d | e | f | g | h |   |

1. D:e7+ Kc8 2. Sd6+  Kb8 3. Db7 #
На діаграмі зображено число «3» і відповідно завдання — мат у 3 ходів.